# Platystele calymma
Platystele calymma är en orkidéart som beskrevs av Carlyle August Luer. Platystele calymma ingår i släktet Platystele och familjen orkidéer.
Artens utbredningsområde är Panamá. Inga underarter finns listade i Catalogue of Life.